# Heliodiaptomus viduus
Heliodiaptomus viduus is een eenoogkreeftjessoort uit de familie van de Diaptomidae. De wetenschappelijke naam van de soort is voor het eerst geldig gepubliceerd in 1916 door Gurney.